# Seznam dílů seriálu Bleach
Toto je seznam dílů anime seriálu Bleach vyrobeném Studiem Pierrot, které od 5. října 2004 do 27. března 2012 vysílala stanice TV Tokyo.

## První řada: Zástupce (2004–2005)
- Úvodní znělka: Asterisk od skupiny Orange Range
- 1. závěrečná znělka: Life is Like a Boat od Rie Fu (díly 1–13)
- 2. závěrečná znělka: Thank You!! od Home Made Kazoku (díly 14–20)

| Č. v seriálu | Původní název                                           | Český název                                | Premiéra v Japonsku |
| --- | ------------------------------------------------------- | ------------------------------------------ | ------------------- |
| 1 | Šinigami ni naččatta hi 死神になっちゃった日            | Den, kdy jsem se stal Šinigamim            | 5. října 2004       |
| Ičigo Kurosaki je patnáctiletý student vyšší střední školy s pronikavými oranžovými vlasy, hnědýma očima a schopností vidět duchy. Když se snaží ochránit ducha malé holčičky od Hollowa, uvidí mladou dívku v černém kimonu – Šinigami (CREW: Sběrač duší). Později ji Ičigo potkává i ve svém pokoji. Představuje se jako Rukia Kučiki a vysvětluje Ičigovi základní povinnosti Šinigamiho – posílání duší do Soul Society (v lidské řeči posmrtný život) a ničení zlých duchů, Hollow. Hollow se vrací a zaútočí na Ičigovu rodinu. Rukia je zraněna. Aby zachránil svoji rodinu, Ičigo si vezme Rukiinu moc a stává se Šinigami; a poráží Hollowa. |                                                         |                                            |                     |
| 2 | Šinigami no ošigoto 死神のお仕事                        | Šinigamiho práce                           | 12. října 2004      |
| Následujícího dne se Rukia objevuje v Ičigově třídě. Ičigo se dozvídá, že ztratila svoji moc a musí do té doby, než se jí vrátí síly, vykonávat povinnosti Šinigamiho. Ačkoli prvně odmítá, později při dalším střetu s Hollow povinnosti Šinigamiho přijímá. |                                                         |                                            |                     |
| 3 | Ani no omoi, imóto no omoi 兄の想い、妹の想い           | Přání staršího bratra, přání mladší sestry | 19. říjen           |
| Ičigo zjišťuje, že jeden z jeho spolužáků, Orihime Inoue, je pronásledována duchem staršího bratra, ze kterého se stal Hollow. Při boji s ním si Ičigo konečně uvědomuje hodnotu Šinigamiho a konečně plně přijímá povinnosti Šinigamiho. |                                                         |                                            |                     |
| 4 | Noroi no inko 呪いのインコ                              | Prokletý papoušek                          | 26. říjen           |
| Ičigův kamarád, Jasutora "Chad" Sado, si bere na starost ochranu prokletého papouška, ve kterém se ukrývá duše malého chlapce. Prokletí, které přináší smůlu každému, kdo ho vlastní, je způsobeno, že ho po celou dobu pronásleduje Hollow. Tento Hollow napadá i Chada, ale na pomoc mu přichází Rukia. |                                                         |                                            |                     |
| 5 | Mienai teki o nagure! 見えない敵を殴れ！                | Poraž neviditelného nepřítele!             | 2. listopadu 2004   |
| 6 | Šitó! Ičigo VS Ičigo 死闘！一護VSイチゴ                 | Smrtící souboj! Ičigo proti Ičigovi        | 9. listopadu 2004   |
| 7 | Nuigurumi kara konničiwa ぬいぐるみからコンにちは       | Pozdravy od plyšového lva                  | 16. listopadu 2004  |
| 8 | Roku gacu džú-šiči niči, ame no kioku 6月17日、雨の記憶 | 17. června: vzpomínky na déšť              | 23. listopadu 2004  |
| 9 | Taosenai teki 倒せない敵                                | Nepřemožitelný soupeř                      | 30. listopadu 2004  |
| 10 | Burari reidžó tocugeki no tabi! ぶらり霊場突撃の旅！    | Přepadení na cestě do posvátné země!       | 7. prosince 2004    |
| 11 | Densecu no kuinší 伝説のクインシー                      | Legendární Quincy                          | 14. prosince 2004   |
| 12 | Jasašii migiude やさしい右腕                            | Příjemná pravá ruka                        | 21. prosince 2004   |
| 13 | Hana to horó 花とホロウ                                 | Květina a hollow                           | 28. prosince 2004   |
| 14 | Senaka awase no šitó! 背中合わせの死闘！                | Zády k sobě, souboj na život a na smrt!    | 11. ledna 2005      |
| 15 | Kon no uhauha daisakusen コンのウハウハ大作戦           | Konův skvělý plán                          | 18. ledna 2005      |
| 16 | Abarai Rendži, kenzan! 阿散井恋次、見参！               | Setkání s Rendžim Abaraiem!                | 25. ledna 2005      |
| 17 | Ičigo, šisu! 一護、死す！                               | Ičigo umírá!                               | 1. února 2005       |
| 18 | Torimodose! Šinigami no čikara! 取り戻せ！死神の力！    | Získej zpět sílu šinigami!                 | 8. února 2005       |
| 19 | Ičigo, horó ni očiru! 一護、ホロウに墜ちる！            | Z Ičiga se stává hollow!                   | 15. února 2005      |
| 20 | Ičimaru Gin no kage 市丸ギンの影                        | Stín Gina Ičimarua                         | 22. února 2005      |

## Druhá řada: Vstup (2005)
- 1. úvodní znělka: Asterisk od skupiny Orange Range (díly 21–25)
- 2. úvodní znělka: D-tecnoLife od skupiny Uverworld (díly 26–41)
- 1. závěrečná znělka: Thank You!! od Home Made Kazoku (díly 14–20)
- 2. závěrečná znělka: Hókiboši od Younhy (díly 26–38)
- 3. závěrečná znělka: Happy People od skupiny Skoop on Somebody (díly 39–41)

| Č. v seriálu | Původní název                                         | Český název                        | Premiéra v Japonsku |
| ------------ | ----------------------------------------------------- | ---------------------------------- | ------------------- |
| 21           | Tocunjú! Šinigami no sekai 突入！死神の世界           | Vstup do světa šinigami            | 1. března 2005      |
| 22           | Šinigami o nikumu otoko 死神を憎む男                  | Muž, který nenávidí šinigami       | 8. března 2005      |
| 23           | Rukia šokei, džújokka mae ルキア処刑、14日前          | 14 dní před Rukiinou popravou      | 15. března 2005     |
| 24           | Keššú! Gotei džúsantai 結集！護廷13隊                 | Shromáždění třinácti divizí        | 22. března 2005     |
| 25           | Kjodai hódan de čúó toppa? 巨大砲弾で中央突破？       | Proniknout dovnitř v dělové kouli? | 29. března 2005     |
| 26           | Kessei! Saiaku no taggu 結成！最悪のタッグ            | Formace! Nejhorší honička          | 5. dubna 2005       |
| 27           | Hissacu no ičigeki o hanate! 必殺の一撃を放て！       | Vypusťte smrtící ránu!             | 12. dubna 2005      |
| 28           | Nerawareta Orihime 狙われた織姫                       | Orihime zaměřena                   | 19. dubna 2005      |
| 29           | Toppa sejo! Šinigami hóimó 突破せよ！死神包囲網       | Průlom! Obležení šinigami          | 26. dubna 2005      |
| 30           | Tačihadakaru Rendži 立ちはだかる恋次                  | Střet s Rendžim                    | 3. května 2005      |
| 31           | Kiru tame no kakugo 斬る為の覚悟                      | Rozhodnutí zabít                   | 10. května 2005     |
| 32           | Hoši to norainu 星と野良犬                            | Hvězdy a toulavý pes               | 17. května 2005     |
| 33           | Kiseki! Nazo no šin híró 奇跡！謎の新ヒーロー         | Zázrak! Nový, tajemný hrdina       | 26. května 2005     |
| 34           | Joake no sangeki 夜明けの惨劇                         | Tragédie za úsvitu                 | 1. června 2005      |
| 35           | Aizen ansacu! Šinobijoru jami 藍染暗殺！忍び寄る闇    | Aizen zavražděn! Temnota se plíží  | 7. června 2005      |
| 36           | Zaraki Kenpači, semaru! 更木剣八、迫る！              | Kenpači Zaraki se blíží!           | 14. června 2005     |
| 37           | Kobuši no rijú 拳の理由                               | Důvod k úderu                      | 21. června 2005     |
| 38           | Zettaizecumei! Orareta Zangecu 絶対絶命！折られた斬月 | Zoufalství! Zlomená Zangecu        | 28. června 2005     |
| 39           | Fudžimi no otoko 不死身の男                           | Nesmrtelný muž                     | 5. července 2005    |
| 40           | Gandžu no mita šinigami 岩鷲の見た死神                | Šinigami, kterého potkal Gandžu    | 12. července 2005   |
| 41           | Saikai, Ičigo to Rukia 再会、一護とルキア             | Shledání Ičiga a Rukie             | 19. července 2005   |

## Třetí řada: Záchrana (2005–2006)
- 1. úvodní znělka: D-tecnoLife od skupiny Uverworld (díly 42–51)
- 2. úvodní znělka: Ičirin no hana (一輪の花) od skupiny High and Mighty Color (díly 52–63)
- 1. závěrečná znělka: Happy People od skupiny Skoop on Somebody (díly 42–52)
- 2. závěrečná znělka: Life od Yui (díly 53–63)

| Č. v seriálu | Původní název                                                             | Český název                                              | Premiéra v Japonsku |
| ------------ | ------------------------------------------------------------------------- | -------------------------------------------------------- | ------------------- |
| 42           | Šundžin Joruiči, mau! 瞬神夜一、舞う！                                    | Joruiči, mistryně rychlosti                              | 26. července 2005   |
| 43           | Hirecu na šinigami 卑劣な死神                                             | Opovrženíhodný šinigami                                  | 2. srpna 2005       |
| 44           | Išida, kjokugen no čikara! 石田、極限の力！                               | Hranice Išidovy síly                                     | 9. srpna 2005       |
| 45           | Genkai o koero! 限界を越えろ！                                            | Překonej své limity!                                     | 16. srpna 2005      |
| 46           | Džicuroku! Šinigami no gakkó 実録！死神の学校                             | Realita! Škola šinigami                                  | 23. srpna 2005      |
| 47           | Adaucu monotači 仇討つ者たち                                              | Mstitelé                                                 | 30. srpna 2005      |
| 48           | Hicugaja, hoeru! 日番谷、吼える！                                         | Hicugaja zuří!                                           | 6. září 2005        |
| 49           | Rukia no akumu ルキアの悪夢                                               | Rukiina noční můra                                       | 13. září 2005       |
| 50           | Jomigaeru šiši よみがえる獅子                                             | Probuzený lev                                            | 20. září 2005       |
| 51           | Šokei no asa 処刑の朝                                                     | Ráno, kdy byl vynesen rozsudek                           | 27. září 2005       |
| 52           | Rendži, tamašii no čikai! Bjakuja to no šitó 恋次、魂の誓い！白哉との死闘 | Rendžiho přísaha! Souboj na život a na smrt s Bjakujou ! | 4. října 2005       |
| 53           | Ičimaru Gin no júwaku, kuzusareta kakugo 市丸ギンの誘惑、崩された覚悟     | Ičimarovo pokušení, řešení sváru                         | 4. října 2005       |
| 54           | Hatasareru čikai! Rukia dakkan naruka 果たされる誓い！ルキア奪還なるか    | Přísaha splněna! Vraťte Rukiu!                           | 18. října 2005      |
| 55           | Saikjó no šinigami! Kjúkjoku no šitei taikecu 最強の死神！究極の師弟対決  | Nejsilnější šinigami! Souboj mezi učitelem a studentem   | 25. října 2005      |
| 56           | Čósoku no tatakai! Bu no megami, kessu 超速の戦い！武の女神、決す         | Nadzvukový souboj! Určete bohyni                         | 1. listopadu 2005   |
| 57           | Senbonzakura, funsai! Ten o cuku Zangecu 千本桜、粉砕！天を衝く斬月       | Senbonzakura a Gecuga Tenšó                              | 8. listopadu 2005   |
| 58           | Kaihó! Kuroki jaiba, kiseki no čikara 開放！黒き刃、奇跡の力              | Bankai! Černý meč a úžasná síla!                         | 15. listopadu 2005  |
| 59           | Šitó keččaku! Široki hokori to kuroki omoi 死闘決着！白き誇りと黒き想い   | Závěr zápasu smrti! Bílá pýcha a černé přání             | 22. listopadu 2005  |
| 60           | Zecubó no šindžicu, furiorosareta kjódžin 絶望の真実、振り下ろされた凶刃  | Zoufalá pravda                                           | 6. prosince 2005    |
| 61           | Aizen, tacu! Osorubeki jabó 藍染、立つ！恐るべき野望                      | Aizen vyniká! Děsivé ambice!                             | 13. prosince 2005   |
| 62           | Šúkecusejo! Saikjó no šinigami šúdan 集結せよ！最強の死神集団             | Nejsilnější šinigami organizace                          | 20. prosince 2005   |
| 63           | Rukia no kecui, Ičigo no omoi ルキアの決意、一護の想い                    | Rukiino rozhodnutí, Ičigovy pocity                       | 10. ledna 2006      |

## Čtvrtá řada: Bount (2006)
| Č. v seriálu | Původní název                                                                             | Český název                                            | Premiéra v Japonsku |
| ------------ | ----------------------------------------------------------------------------------------- | ------------------------------------------------------ | ------------------- |
| 64           | Šingakki, gense ni Rendži ga jatte kita!? 新学期、現世に恋次がやって来た!?                | Nový školní rok, Rendži přišel do skutečného světa?!   | 17. ledna 2006      |
| 65           | Šinobi joru kjófu, nibanme no giseiša 忍び寄る恐怖、2番目の犠牲者                         | Plíživá hrůza, druhá oběť                              | 24. ledna 2006      |
| 66           | Toppa sejo! Meikjú ni hisomu wana 突破せよ！迷宮に潜む罠                                  | Pasti skryté v labyrintu                               | 31. ledna 2006      |
| 67           | Ši no gému! Kieru kurasumeito 死のゲーム！消えるクラスメイト                              | Smrtící hra! Chybějící spolužák                        | 7. února 2006       |
| 68           | Akuma no šótai, akasareta himicu 悪魔の正体、明かされた秘密                               | Pravá identita ďábla, tajemství odhaleno               | 14. února 2006      |
| 69           | Baunto! Tamašii o karu monotači バウント！魂を狩る者たち                                  | Bounto se objevuje                                     | 14. února 2006      |
| 70           | Rukia no kikan! Daikó čímu fukkacu ルキアの帰還！代行チーム復活                           | Návrat Rukie                                           | 21. února 2006      |
| 71           | Gekitocu no toki! Kuinší ni semaru ma no te 激突の時！クインシーに迫る魔の手              | Okamžik srážky! Ďábelská ruka míří ke Quincymu         | 7. března 2006      |
| 72           | Mizu no kógeki! Tozasareta bjóin kara no daššucu 水の攻撃！閉ざされた病院からの脱出       | Voda útočí! Útěk z nemocnice                           | 14. března 2006     |
| 73           | Baunto šúkecu! Ugokidasu otoko バウント集結！動き出す男                                   | Iluze vody a ohňostroje                                | 28. března 2006     |
| 74           | Eien o ikiru ičizoku no kioku 永遠を生きる一族の記憶                                      | Hrdinské rozhodnutí bitvy v dešti                      | 28. března 2006     |
| 75           | Džúičibantai gekišin! Jomigaetta šinigami 十一番隊激震！よみがえった死神                  | Zemětřesení v 11.divizi                                | 4. dubna 2006       |
| 76           | Čikara no gekitocu! Furído VS Zangecu 力の激突！フリードVS斬月                            | Friido vs. Zangetsu                                    | 4. dubna 2006       |
| 77           | Kienu onnen! Kenpači ga kitta šinigami 消えぬ怨念！剣八が斬った死神                       | Neuvadající nenávist, shinigami kterého zabil Kenpachi | 11. dubna 2006      |
| 78           | Gotei džúsantai kjógaku!! Rekiši ni uzumoreta šindžicu 護廷十三隊驚愕!!歴史に埋もれた真実 | Šokující odhalení, pravda pohřbená v historii          | 2. května 2006      |
| 79           | Jošino, ši o kaketa omoi 芳野、死をかけた想い                                             | Yoshinův rozsudek smrti                                | 9. května 2006      |
| 80           | Kjóteki no kjúšú! Čiisana saišú bóei sen!? 強敵の急襲！小さな最終防衛線!?                 | Přepadení od mocného nepřítele                         | 16. května 2006     |
| 81           | Hicugaja ugoku! Osowareta mači 日番谷動く！襲われた街                                     | Hitsugaya v pohybu, město napadeno                     | 23. května 2006     |
| 82           | Ičigo VS Daruku! Širakigami no šucugen 一護VSダルク！白き闇の出現                         | Ichigo vs. Dalk!                                       | 30. května 2006     |
| 83           | Haiiro no kage, dóru no himicu 灰色の影、ドールの秘密                                     | Šedý stín, tajemství panenky                           | 6. června 2006      |
| 84           | Daikó čímu bunrecu? Uragitta Rukia 代行チーム分裂？裏切ったルキア                         | Rozpuštění zástupného týmu                             | 13. června 2006     |
| 85           | Namida no šitó! Rukia VS Orihime 涙の死闘！ルキアVS織姫                                   | Rukiina zrada                                          | 13. června 2006     |
| 86           | Rangiku mau! Mienai teki o kire 乱菊舞う！見えない敵を斬れ                                | Rangiku tančí, sejměte neviditelného nepřítele         | 20. června 2006     |
| 87           | Bjakuja šóšú! Ugokidasu gotei džúsantai 白哉召集！動き出す護廷十三隊                      | Byakuya přichází! Kroky Gotei 13                       | 4. července 2006    |
| 88           | Fukutaičó zenmecu!? Čika dókucu no wana 副隊長全滅!?地下洞窟の罠                          | Zkáza vice-kapitánů Past v podzemní jeskyni            | 11. července 2006   |
| 89           | Saisen!? Išida VS Nemu 再戦!?石田VSネム                                                   | Byakuya přichází! Kroky Gotei 13                       | 18. července 2006   |
| 90           | Abarai Rendži, tamašii no bankai! 阿散井恋次、魂の卍解！                                  | Abarai Renji, duše Bankaie                             | 25. července 2006   |
| 91           | Šinigami to kuinší, jomigaeru čikara 死神とクインシー、よみがえる力                       | Shinigami a Quincy! Ožívající síla                     | 1. srpna 2006       |

## Pátá řada: Invaze (2006–2007)
| Č. v seriálu | Původní název                                                               | Český název   | Premiéra v Japonsku |
| ------------ | --------------------------------------------------------------------------- | ------------- | ------------------- |
| 92           | Šinigami sekai e no tocunjú, futatabi 死神世界への突入、再び                | bude oznámeno | 8. srpna 2006       |
| 93           | Baunto kjóšú! Gekišin no Gotei džúsantai バウント強襲！激震の護廷十三隊     | bude oznámeno | 15. srpna 2006      |
| 94           | Hicugaja no kecui! Gekitocu no tokisemaru 日番谷の決意！激突の時迫る        | bude oznámeno | 22. srpna 2006      |
| 95           | Bjakuja šucudžin! Kaze o saku sakura no mai 白哉出陣！風を裂く桜の舞        | bude oznámeno | 5. září 2006        |
| 96           | Ičigo, Bjakuja, Karija, sankjoku no tatakai! 一護・白哉・狩矢、三極の戦い！ | bude oznámeno | 12. září 2006       |
| 97           | Hicugaja šucugeki! Mori no naka no teki o kire 日番谷出撃！森の中の敵を斬れ | bude oznámeno | 19. září 2006       |
| 98           | Gekitocu! Zaraki Kenpači VS Ičinose Maki 激突！更木剣八VS一之瀬真樹         | bude oznámeno | 4. října 2006       |
| 99           | Šinigami VS šinigami! Bósó suru čikara 死神VS死神！暴走する力               | bude oznámeno | 11. října 2006      |
| 100          | Soifon šisu? Onmicukidó no saigo 砕蜂死す？隠密機動の最後                   | bude oznámeno | 18. října 2006      |
| 101          | Majuri bankai!! Sawatari: akuma no gekitocu マユリ卍解!!沢渡・悪魔の激突    | bude oznámeno | 1. listopadu 2006   |
| 102          | Saigo no kuinší! Bóhacu suru čikara 最後のクインシー！暴発する力            | bude oznámeno | 8. listopadu 2006   |
| 103          | Išida, genkai o koete ute! 石田、限界を超えて撃て！                         | bude oznámeno | 15. listopadu 2006  |
| 104          | Šitó džúbantai! Hjórinmaru o hanate 死闘十番隊！氷輪丸を放て                | bude oznámeno | 22. listopadu 2006  |
| 105          | Karija! Bakuhacu e no kauntodaun 狩矢！爆発へのカウントダウン               | bude oznámeno | 29. listopadu 2006  |
| 106          | Inoči to fukušú! Išida, kjúkjoku no sentaku 命と復讐！石田、究極の選択      | bude oznámeno | 6. prosince 2006    |
| 107          | Furiorosareta jaiba! Hamecu no šunkan 振り下ろされた刃！破滅の瞬間          | bude oznámeno | 13. prosince 2006   |
| 108          | Dókoku no Baunto! Saigo no gekitocu 慟哭のバウント！最後の激突              | bude oznámeno | 20. prosince 2006   |
| 109          | Ičigo to Rukia, kaiten suru omoi 一護とルキア、廻天する想い                 | bude oznámeno | 4. ledna 2007       |

## Šestá řada: Arrancar (2007)
| Č. v seriálu | Původní název                                                                 | Český název   | Premiéra v Japonsku |
| ------------ | ----------------------------------------------------------------------------- | ------------- | ------------------- |
| 110          | Daikógjó saikai! Kjófu no tenkósei 代行業再開！恐怖の転校生                   | bude oznámeno | 10. ledna 2007      |
| 111          | Kjógaku! Ojadžitači no šótai 驚愕！親父達の正体                               | bude oznámeno | 17. ledna 2007      |
| 112          | Tatakai no hadžimari, Vaizádo to Arankaru 戦いの始まり、仮面の軍勢と破面      | bude oznámeno | 24. ledna 2007      |
| 113          | Sekai hókai e no džokjoku, Arankaru šúrai! 世界崩壊への序曲、アランカル襲来！ | bude oznámeno | 31. ledna 2007      |
| 114          | Saikai, Ičigo to Rukia to šinigami-tači 再会、一護とルキア                    | bude oznámeno | 7. února 2007       |
| 115          | Tokumei! Jatte kita šinigami-tači 特命！やってきた死神たち                    | bude oznámeno | 14. února 2007      |
| 116          | Ašiki hitomi, Aizen futatabi 悪しき瞳、藍染再び                               | bude oznámeno | 21. února 2007      |
| 117          | Rukia sentó kaiši! Kóricuku široi jaiba ルキア戦闘開始！凍りつく白い刃        | bude oznámeno | 28. února 2007      |
| 118          | Ikkaku bankai! Subete o kudaku čikara 一角卍解！全てを砕く力                  | bude oznámeno | 7. března 2007      |
| 119          | Zaraki tai hiwa! Cuite iru otokotači 更木隊秘話！ツイている男たち             | bude oznámeno | 21. března 2007     |
| 120          | Hicugaja čiru! Kudaketa Hjórinmaru 日番谷散る！砕けた氷輪丸                   | bude oznámeno | 28. března 2007     |
| 121          | Gekitocu! Mamoru mono VS kómuru mono 激突！護る者VS被る者                     | bude oznámeno | 11. dubna 2007      |
| 122          | Vaizádo! Mezameši monotači no čikara ヴァイザード！目覚めし者たちの力         | bude oznámeno | 18. dubna 2007      |
| 123          | Ičigo, kanzen horó-ka!? 一護、完全ホロウ化!?                                  | bude oznámeno | 25. dubna 2007      |
| 124          | Gekitocu! Kuroi bankai to široi bankai 激突！黒い卍解と白い卍解               | bude oznámeno | 2. května 2007      |
| 125          | Kinkjú hókoku! Aizen no osorubeki keikaku! 緊急報告！藍染の恐るべき計画       | bude oznámeno | 9. května 2007      |
| 126          | Urjú VS Rjúken! Gekitocu kuinší ojako 雨竜VS竜弦！激突クインシー親子          | bude oznámeno | 16. května 2007     |
| 127          | Urahara no kecudan, Orihime no omoi 浦原の決断、織姫の想い                    | bude oznámeno | 30. května 2007     |
| 128          | Akumu no Arankaru! Hicugajatai šucugeki 悪夢のアランカル！日番谷隊出撃        | bude oznámeno | 6. června 2007      |
| 129          | Maiorita jami no šiša! Zóšoku suru akui 舞い降りた闇の使者！増殖する悪意      | bude oznámeno | 13. června 2007     |
| 130          | Mienai teki! Hicugaja, hidžó na kecudan 見えない敵！日番谷、非情な決断        | bude oznámeno | 20. června 2007     |
| 131          | Rangiku no namida, kanašiki kjódai no wakare 乱菊の涙、哀しき兄妹の別れ       | bude oznámeno | 27. června 2007     |